# アヴァロン・サンセット
『アヴァロン・サンセット』（Avalon Sunset）は、北アイルランドのミュージシャン、ヴァン・モリソンが1989年に発表した19作目のスタジオ・アルバム。後にロッド・スチュワートがカヴァー・ヒットさせる「ハヴ・アイ・トールド・ユー・レイトリー」が収録されている。

## 背景
「ホエンエヴァー・ゴッド・シャインズ」はモリソンとクリフ・リチャードのデュエット曲で、両名はテレビ番組『トップ・オブ・ザ・ポップス』でもこの曲を共演した。また、ジョージィ・フェイムもスペシャル・ゲストとしてレコーディングに招かれており、以後フェイムは1990年代を通じて、モリソンの多数のアルバムにゲスト参加し続けていく。
アルバム・タイトルは、「ホエン・ウィル・アイ・エヴァー・ラーン」の歌詞の一節から取られた。

## 反響・評価
オランダのアルバム・チャートでは2週にわたって8位を記録し、『セント・ドミニクの予言』（1972年）以来17年ぶりに同国でのトップ10入りを果たした。スウェーデンでは1989年6月28日付のアルバム・チャートで10位を記録し、3年ぶりのトップ10入りを果たす。イギリスでは本作が14週全英アルバムチャート入りして最高13位を記録し、全英シングルチャートでは「ハヴ・アイ・トールド・ユー・レイトリー」が74位、続く「ホエンエヴァー・ゴッド・シャインズ」が20位に達した。アメリカでは本作がBillboard 200で91位に達し、「ハヴ・アイ・トールド・ユー・レイトリー」は『ビルボード』のアダルト・コンテンポラリー・チャートで12位を記録した。
Jason Ankenyはオールミュージックにおいて5点満点中3.5点を付け「『アヴァロン・サンセット』は一貫して強力なLPというわけではないが、熟達した職人の作品であり、豊かなオーケストレーションと雰囲気に富んだ音作りによって、抗しがたいエレガントな魔力がもたらされた、非常にスピリチュアルなレコードである」と評している。また、1989年7月24日付の『ピープル』誌のレビューでは「このアイルランド人の魂の渇望が、新たな高みに達している一方、音楽的には驚くほど甘美で、しばしば豊潤かつ親しみやすい」と評されている。

## 収録曲
特記なき楽曲はヴァン・モリソン作。
1. ホエンエヴァー・ゴッド・シャインズ - "Whenever God Shines His Light" – 4:54
2. コンタクティング・マイ・エイジェル - "Contacting My Angel" – 4:58
3. アイド・ラヴ・トゥ・ライト・アナザー・ソング - "I'd Love to Write Another Song" – 2:54
4. ハヴ・アイ・トールド・ユー・レイトリー - "Have I Told You Lately" – 4:20
5. コニー・アイランド - "Coney Island" – 2:03
6. ジョーイ・ボーイ - "I'm Tired Joey Boy" – 2:31
7. ホエン・ウィル・アイ・エヴァー・ラーン - "When Will I Ever Learn to Live in God" – 5:38
8. オレンジフィールド - "Orangefield" – 3:52
9. デアリング・ナイト - "Daring Night" – 6:13
10. ジーズ・アー・ザ・デイズ - "These Are the Days" – 5:11

### 2008年リマスターCDボーナス・トラック
1. ホエンエヴァー・ゴッド・シャインズ（別テイク） - "Whenever God Shines His Light (Alternate Take)" – 3:51
2. 聖者が町にやって来る - "When the Saints Go Marching In" (Traditional) – 6:01

## 参加ミュージシャン
- ヴァン・モリソン - ボーカル、ギター
- クリフ・リチャード - ボーカル(on #1)
- ジョージィ・フェイム - ハモンドオルガン
- ニール・ドリンクウォーター - ピアノ、シンセサイザー、アコーディオン
- アーティ・マクグリン - ギター
- クライヴ・カルバートソン - ベース
- スティーヴ・ピアース - ベース (on #1)
- ロイ・ジョーンズ - ドラムス、パーカッション
- デイヴ・アーリー - ドラムス、パーカッション
- スタン・サルツマン - アルト・サクソフォーン (on #3)
- アラン・バーンズ - バリトン・サクソフォーン (on #3)
- ヘンリー・ロウサー - トランペット (on #3)
- クリフ・ハーディ - トロンボーン (on #3)
- ケイティ・キスーン - バッキング・ボーカル
- キャロル・ケニオン - バッキング・ボーカル
- フィアチラ・トレンチ - ストリングス・アレンジ、ブラス・アレンジ
- ギャヴィン・ライト - ストリングス・セクション・リーダー